# As Deusas
As Deusas é um filme brasileiro de 1972, do gênero drama, dirigido por  Walter Hugo Khouri.

## Sinopse
A psiquiatra Ana, com pouca experiencia profissional, sugere a uma de suas pacientes, Ângela, que sofre de crise nervosa, que passe um tempo em sua casa afastada de São Paulo. Ângela leva o seu amante, Paulo, mas logo na primeira noite chama Ana para ajudá-la a superar nova crise. Ao chegar, a psiquiatra conhece Paulo e acaba se envolvendo com o casal.

## Elenco
- Lilian Lemmertz .... Ângela
- Kate Hansen .... Ana
- Mário Benvenutti .... Paulo

## Principais prêmios e indicações
Troféu APCA 1973
- Venceu na categoria de melhor montagem.